# Бросив смертельный взгляд
«Бросив смертельный взгляд» (англ. Cast A Deadly Spell) — телевизионный фильм, чёрная комедия режиссёра Мартина Кэмпбелла. Создан по мотивам книг Говарда Филлипса Лавкрафта.

## Сюжет
Действие фильма происходит в 1948 году, в сказочном Лос-Анджелесе, населённом магами, ведьмами и зомби. Главного героя — частного детектива Филиппа Лавкрафта, нанимает богатейший человек города Амос Хекшоу. Сыщику предстоит найти украденную магическую книгу Некрономикон. Если книга попадет не в те руки, может произойти непоправимое. Её заклинания могут пробудить спящие силы, о которых лучше даже не знать. Между тем, за книгой, кроме Хекшоу, охотится безжалостный гангстер, бывший партнёр Лавкрафта.

## В ролях
- Фред Уорд — детектив Гарри Филипп Лавкрафт (Те же инициалы, что и Говарда Филиппа Лавкрафта)
- Джулианна Мур — Кони Стоун
- Дэвид Уорнер — Амос Хекшоу
- Александра Пауерс[англ.] — Оливия Хекшоу
- Клэнси Браун — Гарри Бордон
- Чарльз Хэллахан — детектив Моррис Бредшоу
- Арнетия Уолкерen[англ.] — Ипполит Кропоткин

## Продолжение
Компания HBO выпустила продолжение — «Охота на ведьм» (англ. — Witch Hunt). Сюжет разворачивается в 1950-х годах во время Красной угрозы, когда магия заменяет коммунизм. Героя Лавкрафта вместо Уорда играет Деннис Хоппер. Многие персонажи переходят из «Бросив смертельный взгляд», хотя у некоторых изменилась предыстория. Например, в первом фильме Лавкрафт принципиально отказывается использовать магию, хотя в «Охоте на ведьм» говорится, что у него был плохой опыт использования магии, поэтому он прекратил практиковать.

## Премии и номинации
| Год  | Премия                             | Категория                                                | Имя                        | Результат |
| ---- | ---------------------------------- | -------------------------------------------------------- | -------------------------- | --------- |
| 1992 | Сатурн                             | Лучший телесериал                                        | Бросив смертельный взгляд  | Номинация |
| 1992 | Прайм-таймовая премия «Эмми»«»Эмми | Лучшая музыка и слова к песне в телевизионной постановке | Курт Собел, Деннис Шпигель | Победа    |
| 1992 | Прайм-таймовая премия «Эмми»«»Эмми | Лучшая работа звукорежиссёра в телевизионной постановке  | Дэвид Хэнкинс и другие     | Номинация |
| 1993 | CableACE Award                     | Лучшая музыка                                            | Курт Собел                 | Номинация |